# Bethany Beach
Bethany Beach es un pueblo ubicado en el condado de Sussex en el estado estadounidense de Delaware. En el año 2000 tenía una población de 903 habitantes y una densidad poblacional de 302 personas por km².

## Geografía
Bethany Beach se encuentra ubicado en las coordenadas 38°32′27″N 75°03′42″O / 38.54083, -75.06167.

## Demografía
Según la Oficina del Censo en 2000 los ingresos medios por hogar en la localidad eran de $51,875, y los ingresos medios por familia eran $67,500. Los hombres tenían unos ingresos medios de $41,705 frente a los $35,909 para las mujeres. La renta per cápita para la localidad era de $41,306. Alrededor del 4.7% de la población estaban por debajo del umbral de pobreza.